# 金斯公路車站 (BMT布萊頓線)
金斯公路車站（英語：Kings Highway station）是美國紐約地鐵BMT布萊頓線的一個快車地鐵站，設有Q線（任何時候停站）與B線（僅平日停站），位於布魯克林米德伍德及羊頭灣鄰里交界，介於東15街及東16街的金斯公路。

## 車站結構
| 2F | 北行                  | 往96街（M大道）                                                                            |
| 2F | 島式月台，左/右側開門 |                                                                                            |
| 2F | 北行快速              | 尖峰時段往貝德福德公園林蔭路、日中及黃昏往145街（紐科克廣場）                              |
| 2F | 南行快速              | 平日往布萊頓海灘（羊頭灣）                                                                 |
| 2F | 島式月台，左/右側開門 |                                                                                            |
| 2F | 南行                  | 往康尼島-斯提威爾大道（U大道）                                                             |
| G  | 街道層                | 出入口                                                                                     |
| G  | 車站屋                | 往出入口、車站詢問處、MetroCard自動售票機 升降機位於車站屋內、金斯公路北側介乎15及16街之間 |

此站設有兩個島式月台和四條軌道。兩個月台有偏差，北行月台比南行月台位於75英呎北面。此站在街道層設立了三個閘機區，兩個前往金斯公路/東16街、一個前往昆丁路/東16街。
金斯公路以南設有剪式橫渡線，容許列車由慢車軌道轉往快車軌道，反之亦然。
此站在2009－2011年進行重建，包括安裝無障礙升降機來往全時間閘機區以及重建月台和車站屋。一般列車停靠的月台關閉期間，一度設立臨時月台。

## 圖片

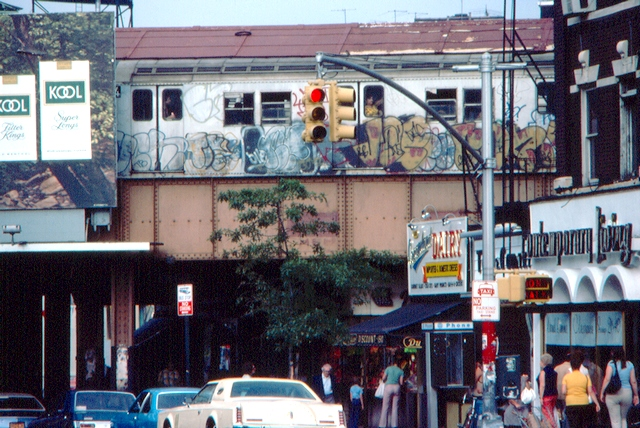
金斯公路車站，1980年代初
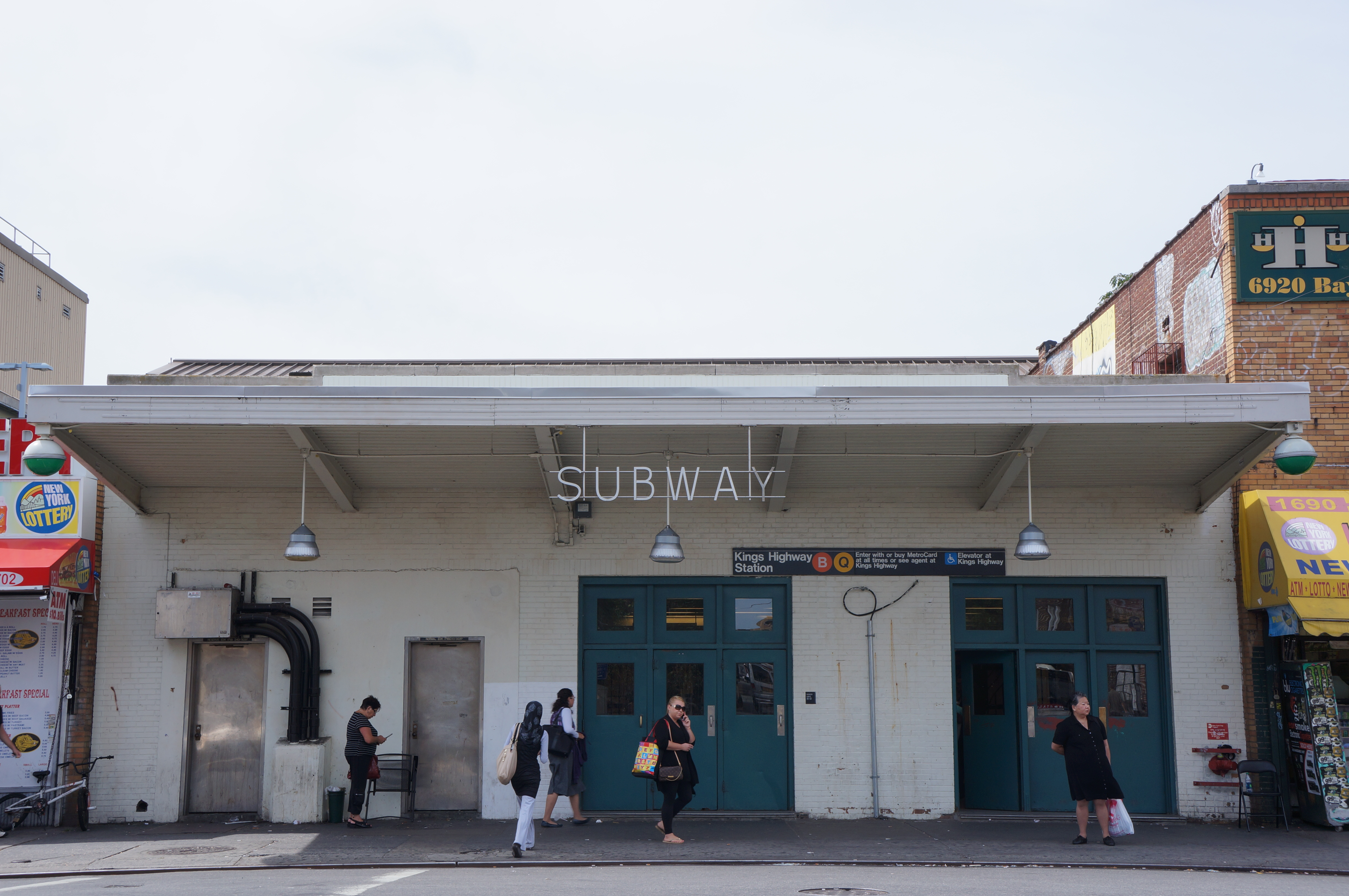
昆丁路車站屋
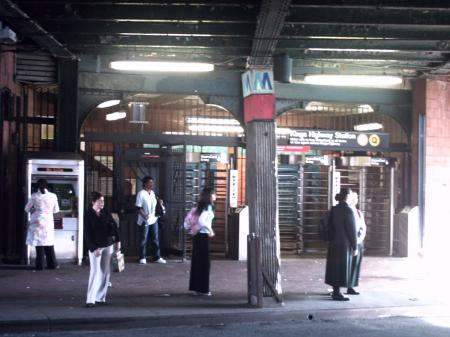
金斯公路北側入口

## 外部連結
- nycsubway.org—BMT Brighton Line: Kings Highway
- Station Reporter — B Train
- Station Reporter — Q Train
- Artwork: "Kings Highway Hieroglyphics", Rhoda Yohai Andors (1987) （页面存档备份，存于）
- MTA's Arts For Transit — Kings Highway (BMT Brighton Line) （页面存档备份，存于）
- The Subway Nut — Kings Highway Pictures （页面存档备份，存于）
- Kings Highway entrance — south side from Google Maps Street View （页面存档备份，存于）
- Kings Highway entrance — north side from Google Maps Street View （页面存档备份，存于）
- Quentin Road entrance from Google Maps Street View （页面存档备份，存于）
- Platforms from Google Maps Street View